# Autopista Los Andes
Autopista Los Andes o Ruta Llay Llay-El Sauce/Calera-Peñablanca es la denominación de la autopista chilena de peaje que recorre la Región de Valparaíso, en el valle central de Chile, desde Peñablanca, comuna de Villa Alemana, hasta Los Andes.
Corresponde a la Concesión Vías Chile Ltda. mediante el decreto 273 del Ministerio de Obras Públicas en 2010, se le da denominación de Camino Nacional con Carácter de Internacional (Ruta 60-CH), aunque todavía se encuentra inconcluso el trazado entre la localidad de Santa Celia y San Felipe.

## Sector 2 El Olivo-Peñablanca

### Sectores del Ramal
- El Olivo-Peñablanca 39 km de doble calzada.

### Enlaces
- Autopista Troncal Sur
- kilómetro 37.5 Patagual-Olmué-Peñablanca-Cuesta La Dormida.
- kilómetro 27 Los Laureles-Limache.
- kilómetro 22.5 Quillota Poniente 2.
- kilómetro 21.6 Quillota Poniente 1.
- kilómetro 17.3 San Isidro-Quillota.
- kilómetro 14 La Palma-Quillota.
- kilómetro 10 La Cruz-Pocochay.
- kilómetro 3.6 La Calera Sur.
- kilómetro 2.6 La Feria-La Calera Norte.
- kilómetro 1.1 Puente Aconcagua.
- kilómetro 0 El Olivo-Autopista del Aconcagua-Hijuelas.
- Autopista del Aconcagua

### Plazas de Peajes
- kilómetro 27 Lateral Los Laureles.(Salida desde Peñablanca a Limache y Entrada de Limache a Peñablanca)
- kilómetro 23 Troncal Quillota (San Pedro.)
- kilómetro 21,7 Lateral Quillota Poniente 1.(Salida desde El Olivo hacia Con Con y Entrada desde Con Con o Rotonda San Pedro hacia el Olivo)
- kilómetro 17,1 Lateral San Isidro.(Salida desde El Olivo hacia Quillota y entrada desde Quillota hacia El Olivo)
- kilómetro 14 Lateral La Palma.(Salida desde El Olivo hacia Quillota y entrada desde Quillota hacia El Olivo)

### Área de Servicio y de Descanso
- kilómetro 23 Área de Servicio Troncal San Pedro

## Sector 1 Llay Llay - El Sauce
- Llay Llay·Lo Campo 8 km de doble calzada.
- Lo Campo·Monasterio 25 km de calzada simple.
- Monasterio·El Sauce 19 km de calzada simple.
- By Pass Los Andes 19 km de calzada simple.
- By Pass San Felipe 25 km de calzada simple.

### Enlaces
- Autopista del Aconcagua
- kilómetro 0 Autopista del Aconcagua.
- kilómetro 1 Las Vegas-Llay Llay.
- kilómetro 2 La Estancilla.
- kilómetro 5 Catemu-Chagres.
- kilómetro 8 Lo Campo-Panquehue.
- kilómetro 31 Monasterio-San Felipe-Curimón-Rinconada.
- kilómetro 39 San Esteban-Los Andes-Calle Larga.
- kilómetro 52 Santa Rosa.
- kilómetro 53 El Sauce-Autopista Los Libertadores.
- Ruta Los Andes-Mendoza (Argentina)

### Plazas de Peaje
- kilómetro 28 Troncal Palomar.
- kilómetro 33 Lateral Monasterio.

### Área de Servicio y de Descanso
- kilómetro 24 Área de Servicio Panquehue.